# NGT 204 F
| NGT 204 F                                                | NGT 204 F                                             |
| -------------------------------------------------------- | ----------------------------------------------------- |
| Wagen 519 im Dieselmodus auf der Linie 2, September 2006 |                                                       |
| Stückzahl:                                               | 9                                                     |
| Nummern:                                                 | 513–521                                               |
| Fahrgestell:                                             | MAN                                                   |
| Aufbau:                                                  | Carrosserie Hess                                      |
| Elektrische Ausrüstung:                                  | Kiepe                                                 |
| Baujahr:                                                 | 2003                                                  |
| Länge:                                                   | 17.976 mm                                             |
| Breite:                                                  | 2.550 mm                                              |
| Leermasse:                                               | 18.888 kg                                             |
| Achsen:                                                  | drei                                                  |
| Antriebsleistung:                                        | Elektromotor: 220 kW Dieselmotor: 206 kW bei 2400/min |
| Höchstgeschwindigkeit:                                   | 65 km/h                                               |
| Beförderungskapazität:                                   | 133 Personen                                          |

Der NGT 204 F ist ein niederfluriger Duo-Bus-Typ, der 2003 von den Herstellern MAN (Fahrwerk), Carrosserie Hess (Aufbau) und Kiepe (elektrische Ausrüstung) exklusiv für das Freiburger Trolleybussystem hergestellt wurde. Die Freiburgischen Verkehrsbetriebe (tpf) setzen die neun Fahrzeuge mit den Betriebsnummern 513–521 überwiegend auf der nicht durchgängig mit Fahrleitung versehenen Strecke der Linie 1 ein. Technisch betrachtet sind die NGT 204 F-Gelenkwagen in weiten Teilen baugleich mit dem Hess Swisstrolley. 

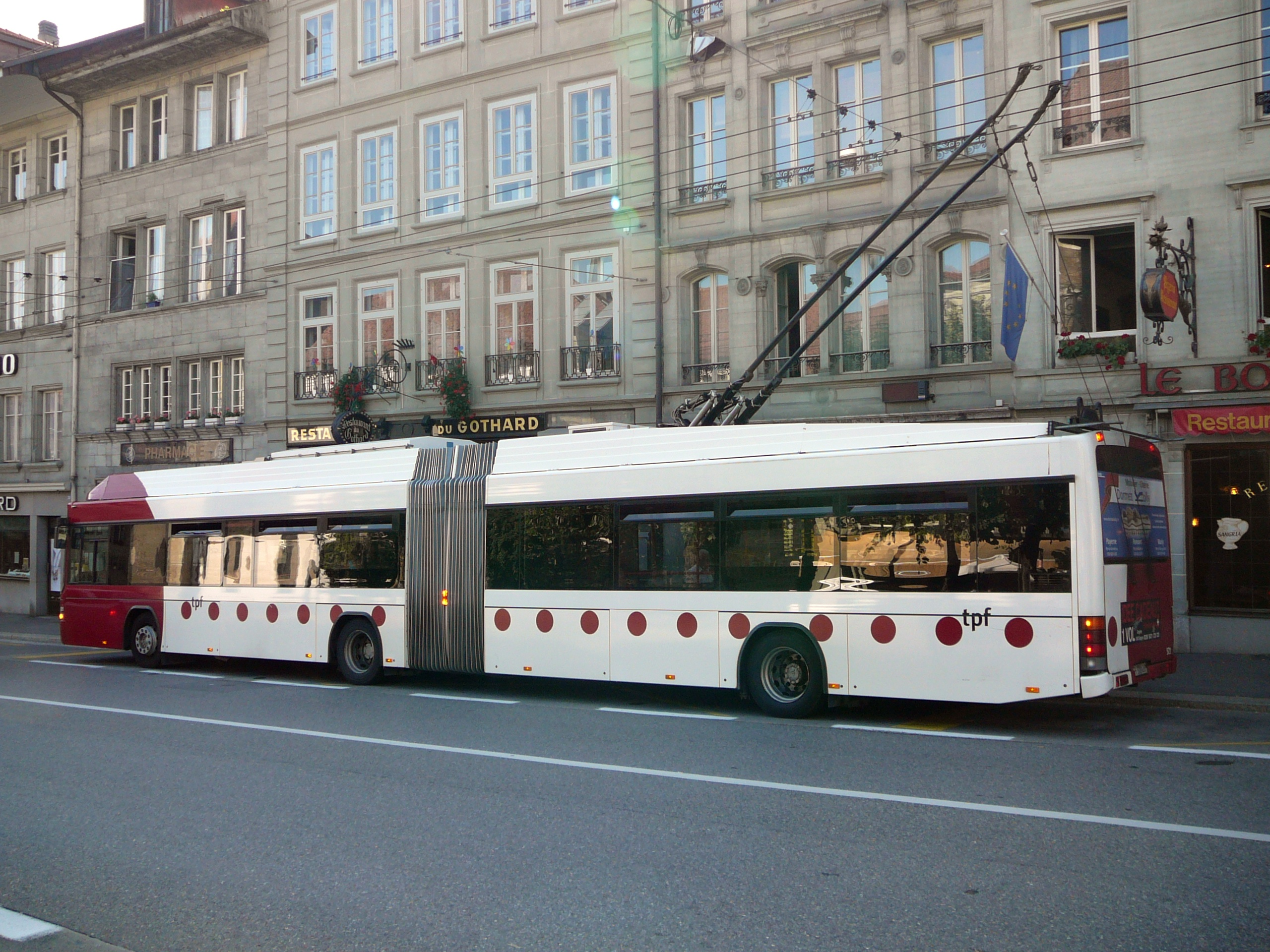
Ein NGT 204 F im elektrischen Oberleitungs-Betrieb
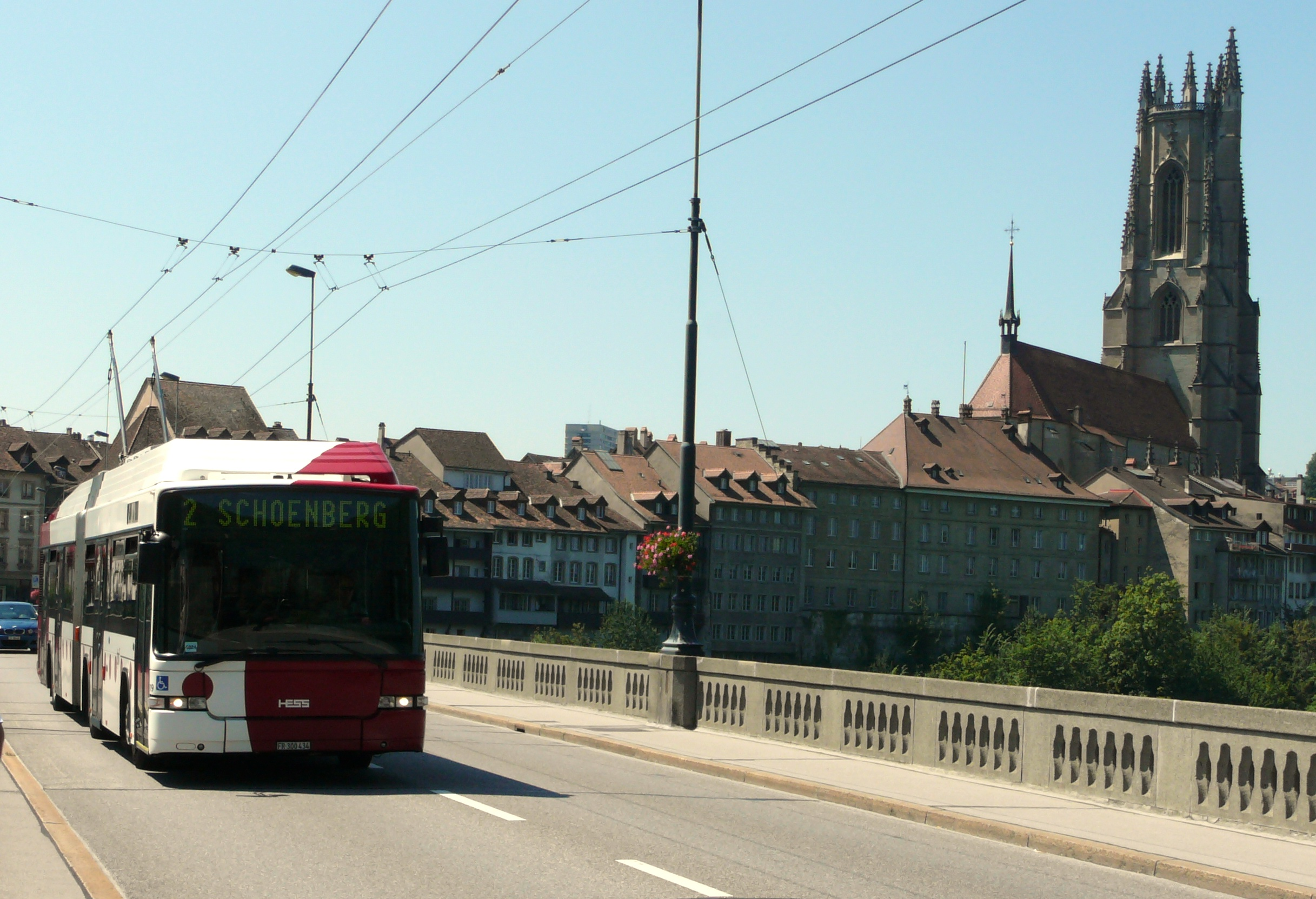
Wagen 519 im elektrischen Betrieb auf der Linie 2